# Austrohorus exsul
Austrohorus exsul är en spindeldjursart som beskrevs av Beier 1966. Austrohorus exsul ingår i släktet Austrohorus och familjen Olpiidae. Inga underarter finns listade.